# Callixalus pictus
Callixalus pictus là một loài ếch thuộc họ Hyperoliidae. Nó là đại diện duy nhất của chi Callixalus. Loài này có ở Cộng hòa Dân chủ Congo, Rwanda, và có thể cả Uganda.
Môi trường sống tự nhiên của chúng là vùng núi ẩm nhiệt đới hoặc cận nhiệt đới.
Chúng hiện đang bị đe dọa vì mất môi trường sống.